# Gare de Montoir-de-Bretagne
Gare de Montoir-de-Bretagne vasútállomás Franciaországban, Montoir-de-Bretagne településen.

## Vasútvonalak
Az állomást az alábbi vasútvonalak érintik:
- Tours–Saint-Nazaire-vasútvonal
- Sablé-Montoir-de-Bretagne-vasútvonal

## Kapcsolódó állomások
A vasútállomáshoz az alábbi állomások vannak a legközelebb:
- Gare de Donges (Gare de Tours, Tours–Saint-Nazaire-vasútvonal)
- Gare de La Croix-de-Méan (Gare de Saint-Nazaire, Tours–Saint-Nazaire-vasútvonal)